# Никандрово
Никандрово — деревня в Любытинском районе Новгородской области России. Входит в состав Любытинского сельского поселения. В деревне находится Свято-Троицкий Никандров монастырь.

## География
Деревня находится в северной части Новгородской области, в подзоне южной тайги, на правом берегу реки Хвощенки, при автодороге 49Н-0715, на расстоянии примерно 24 километров (по прямой) к востоку-северо-востоку от рабочего посёлка Любытино, административного центра района. Абсолютная высота — 194 метр над уровнем моря.

### Климат
Климат района характеризуется как умеренно континентальный, влажный, с мягкой снежной зимой и умеренно тёплым летом. Средняя многолетняя температура самого холодного месяца (января) составляет −8,4°С, средняя температура самого тёплого (июля) — 17 °С. Продолжительность вегетационного периода составляет примерно 172 дня. Среднегодовое количество осадков составляет 600—650 мм, из которых большая часть выпадает в тёплый период. Устойчивый снежный покров образуется в конце ноября — начале декабря и сохраняется в течение 115—140 дней. Средняя высота снежного покрова составляет 45 см.

### Часовой пояс
Деревня Никандрово, как и вся Новгородская область, находится в часовой зоне МСК (московское время). Смещение применяемого времени относительно UTC составляет +3:00.

## Население
| 2010 |
| ---- |
| 2    |

### Национальный состав
Согласно результатам переписи 2002 года, в национальной структуре населения русские составляли 100 % из 6 чел.